# Megasema candelisequa
Megasema candelisequa är en fjärilsart som beskrevs av Jacob Hübner 1827. Megasema candelisequa ingår i släktet Megasema och familjen nattflyn. Inga underarter finns listade i Catalogue of Life.